# Emelie Färdigh
Emelie Färdigh, senare gift Linderberg, född 13 september 1977, är en svensk före detta friidrottare som tävlade i höjdhopp, för Sverige och för Karlstadsklubben IF Göta (dit hon kom från den mindre klubben Kils AIK).  Hon utsågs 2000 till Stor grabb nummer 445 i friidrott.

## Karriär
1994, 1995 och 1996 vann Färdigh SM i höjdhopp före Kajsa Bergqvist (som är ett knappt år äldre). Fem SM-lagguld och ett SM-guld inomhus har hon också vunnit. 1994 tilldelades hon Svenska Dagbladets första idrottsstipendium. Hon deltog i Junior-VM 1994 i Lissabon (där hon blev sjua) och 1996 i Sydney (femma).
Färdigh tvingades 1998, på grund av knäskada, att som 21-åring sluta tävla. Hennes personbästa i höjdhopp är 1,90 m inomhus (1995) och 1,91 m utomhus (1996). Dessa resultat stod sig som klubbrekord för IF Göta i cirka 20 år, men överträffades sedan av Sofie Skoog.

## Personliga rekord
| Utomhus - Höjdhopp – 1,91 (Karlskrona, Sverige 11 augusti 1996) | Inomhus - Höjdhopp – 1,90 (Göteborg, Sverige 4 februari 1995) - Höjdhopp – 1,88 (Karlstad, Sverige 22 februari 1996) |